# Bistum Ruyigi
Das Bistum Ruyigi (lat.: Dioecesis Ruyigiensis) ist eine in Burundi gelegene römisch-katholische Diözese mit Sitz in Ruyigi. 

## Geschichte
Das Bistum Ruyigi wurde am 13. April 1973 durch Papst Paul VI. mit der Apostolischen Konstitution Ex quo Christus aus Gebietsabtretungen des Erzbistums Gitega und des Bistums Ngozi errichtet und dem Erzbistum Gitega als Suffraganbistum unterstellt. Am 17. Januar 2009 gab das Bistum Ruyigi Teile seines Territoriums zur Gründung des Bistums Rutana ab.

## Bischöfe von Ruyigi
- Joachim Ruhuna, 1973–1980, dann Koadjutorerzbischof von Gitega
- Joseph Nduhirubusa, 1980–2010
- Blaise Nzeyimana, seit 2010